# LeVert (Band)
LeVert war eine amerikanische R&B-, Soul- und Popgruppe der 1980er und 1990er Jahre, die mit der 1987er Single Casanova ihren größten Hit hatte.

## Biografie
Das Trio LeVert wurde 1984 in Cleveland, Ohio gegründet. Neben den Brüdern Gerald und Sean Levert, die Söhne des O’Jays-Leadsängers Eddie Levert sind, gehörte der Soulsänger, Songwriter und Produzent Marc Gordon zur Band.
Die erfolgreichste Single war Casanova. Das Lied erreichte 1987 Top-10-Platzierungen in Deutschland, dem Vereinigten Königreich und den Vereinigten Staaten. Außerdem konnten sich sechs LeVert-Alben in den Billboard 200 platzieren. Der erfolgreichste Longplayer, The Big Throwdown, von dem auch der Hit Casanova stammt, stieg in der Heimat auf Platz 32 und schaffte den Sprung in die UK-Album-Charts.
Bis 1997 erschienen diverse Singles und Alben der Gruppe, dann kam es zur Trennung. Die Brüder Levert waren auch als Solisten erfolgreich, Marc Gordon arbeitete u. a. als Studiomusiker.

## Mitglieder
- Gerald Levert (* 13. Juli 1966 in Cleveland, Ohio; † 10. November 2006 in Newbury, Ohio) – Gesang
- Sean Levert (* 28. September 1968 in Cleveland, Ohio; † 30. März 2008 ebenda) – Gesang, Perkussion
- Marc Gordon (* 8. September 1964) – Gesang, Keyboard

## Diskografie

### Alben
| Jahr | Titel              | Höchstplatzierung, Gesamtwochen, AuszeichnungChartplatzierungen (Jahr, Titel, Platzierungen, Wochen, Auszeichnungen, Anmerkungen) | Höchstplatzierung, Gesamtwochen, AuszeichnungChartplatzierungen (Jahr, Titel, Platzierungen, Wochen, Auszeichnungen, Anmerkungen) | Höchstplatzierung, Gesamtwochen, AuszeichnungChartplatzierungen (Jahr, Titel, Platzierungen, Wochen, Auszeichnungen, Anmerkungen) | Höchstplatzierung, Gesamtwochen, AuszeichnungChartplatzierungen (Jahr, Titel, Platzierungen, Wochen, Auszeichnungen, Anmerkungen) | Anmerkungen                         |
| Jahr | Titel              | DE | UK | US | R&B | Anmerkungen                         |
| ---- | ------------------ | --- | --- | --- | --- | ----------------------------------- |
| 1986 | Bloodline          | — | — | US192 (3 Wo.)US | R&B8 (36 Wo.)R&B | Erstveröffentlichung: August 1986   |
| 1987 | The Big Throwdown  | — | UK86 (1 Wo.)UK | US32 Gold · (24 Wo.)US | R&B3 (43 Wo.)R&B | Erstveröffentlichung: August 1987   |
| 1988 | Just Coolin’       | — | — | US79 Gold · (31 Wo.)US | R&B6 (50 Wo.)R&B | Erstveröffentlichung: November 1988 |
| 1990 | Rope a Dope Style  | — | — | US122 Gold · (34 Wo.)US | R&B9 (58 Wo.)R&B | Erstveröffentlichung: November 1990 |
| 1993 | For Real Tho’      | — | — | US35 Gold · (27 Wo.)US | R&B5 (36 Wo.)R&B | Erstveröffentlichung: März 1993     |
| 1997 | The Whole Scenario | — | — | US49 (8 Wo.)US | R&B10 (18 Wo.)R&B | Erstveröffentlichung: März 1997     |

Weitere Alben
- 1984: I Get Hot

### Kompilationen
- 2001: The Best of LeVert
- 2004: Just Coolin’ and Other Hits
- 2007: Rhino Hi-Five: LeVert
- 2011: Flashback with LeVert

### Singles
| Jahr | Titel Album                                                            | Höchstplatzierung, Gesamtwochen, AuszeichnungChartplatzierungen (Jahr, Titel, Album, Platzierungen, Wochen, Auszeichnungen, Anmerkungen) | Höchstplatzierung, Gesamtwochen, AuszeichnungChartplatzierungen (Jahr, Titel, Album, Platzierungen, Wochen, Auszeichnungen, Anmerkungen) | Höchstplatzierung, Gesamtwochen, AuszeichnungChartplatzierungen (Jahr, Titel, Album, Platzierungen, Wochen, Auszeichnungen, Anmerkungen) | Höchstplatzierung, Gesamtwochen, AuszeichnungChartplatzierungen (Jahr, Titel, Album, Platzierungen, Wochen, Auszeichnungen, Anmerkungen) | Höchstplatzierung, Gesamtwochen, AuszeichnungChartplatzierungen (Jahr, Titel, Album, Platzierungen, Wochen, Auszeichnungen, Anmerkungen) | Anmerkungen |
| Jahr | Titel Album                                                            | DE | UK | US | R&B | Dance | Anmerkungen |
| ---- | ---------------------------------------------------------------------- | --- | --- | --- | --- | --- | --- |
| 1985 | I’m Still I Get Hot                                                    | — | — | — | R&B70 (8 Wo.)R&B | — | Erstveröffentlichung: August 1985                                                                                |
| 1986 | (Pop, Pop, Pop, Pop) Goes My Mind Bloodline                            | — | — | — | R&B1 (18 Wo.)R&B | — | Erstveröffentlichung: Juli 1986                                                                                  |
| 1986 | Let’s Go Out Tonight Bloodline                                         | — | — | — | R&B14 (16 Wo.)R&B | — | Erstveröffentlichung: September 1986                                                                             |
| 1987 | Fascination Bloodline                                                  | — | — | — | R&B26 (11 Wo.)R&B | — | Erstveröffentlichung: Januar 1987                                                                                |
| 1987 | Casanova The Big Throwdown                                             | DE10 (11 Wo.)DE | UK9 (10 Wo.)UK | US5 Gold · (18 Wo.)US | R&B1 (20 Wo.)R&B | Dance27 (6 Wo.)Dance | Erstveröffentlichung: Juni 1987                                                                                  |
| 1987 | My Forever Love The Big Throwdown                                      | — | — | — | R&B2 (19 Wo.)R&B | — | Erstveröffentlichung: September 1987                                                                             |
| 1988 | Sweet Sensation The Big Throwdown                                      | — | — | — | R&B4 (15 Wo.)R&B | — | Erstveröffentlichung: Februar 1988                                                                               |
| 1988 | Addicted to You Coming to America (Soundtrack)                         | — | — | — | R&B1 (15 Wo.)R&B | — | Erstveröffentlichung: Juli 1988 vom Soundtrack des Films Der Prinz aus Zamunda                                   |
| 1988 | Pull Over Just Coolin’                                                 | — | — | — | R&B2 (15 Wo.)R&B | — | Erstveröffentlichung: Oktober 1988                                                                               |
| 1989 | Just Coolin’                                                           | — | — | — | R&B1 (17 Wo.)R&B | Dance19 (6 Wo.)Dance | Erstveröffentlichung: Januar 1989 feat. Heavy D                                                                  |
| 1989 | Gotta Get the Money Just Coolin’                                       | — | — | — | R&B4 (14 Wo.)R&B | — | Erstveröffentlichung: Mai 1989                                                                                   |
| 1989 | Smilin’ Just Coolin’                                                   | — | — | — | R&B16 (12 Wo.)R&B | — | Erstveröffentlichung: August 1989                                                                                |
| 1990 | Rope a Dope Style                                                      | — | — | — | R&B7 (17 Wo.)R&B | — | Erstveröffentlichung: September 1990                                                                             |
| 1990 | All Season Rope a Dope Style                                           | — | — | — | R&B4 (19 Wo.)R&B | — | Erstveröffentlichung: Dezember 1990                                                                              |
| 1991 | Baby I’m Ready Rope a Dope Style                                       | — | — | — | R&B1 (25 Wo.)R&B | — | Erstveröffentlichung: April 1991                                                                                 |
| 1991 | For the Love of Money / Living for the City New Jack City (Soundtrack) | — | — | — | R&B12 (13 Wo.)R&B | — | Erstveröffentlichung: Juni 1991 Troop & Levert feat. Rap by Queen Latifah vom Soundtrack des Films New Jack City |
| 1991 | Give a Little Love Rope a Dope Style                                   | — | — | — | R&B63 (5 Wo.)R&B | — | Erstveröffentlichung: September 1991                                                                             |
| 1993 | Good Ol’ Days For Real Tho’                                            | — | — | US78 (11 Wo.)US | R&B12 (20 Wo.)R&B | — | Erstveröffentlichung: Februar 1993                                                                               |
| 1993 | ABC-123 For Real Tho’                                                  | — | — | US46 (17 Wo.)US | R&B5 (22 Wo.)R&B | — | Erstveröffentlichung: Mai 1993                                                                                   |
| 1993 | Do the Thangs For Real Tho’                                            | — | — | — | R&B41 (12 Wo.)R&B | — | Erstveröffentlichung: August 1993                                                                                |
| 1997 | True Dat The Whole Scenario                                            | — | — | — | R&B52 (10 Wo.)R&B | — | Erstveröffentlichung: Februar 1997 feat Yo Yo und Queen Pen                                                      |
| 1997 | Sorry Is The Whole Scenario                                            | — | — | — | R&B33 (16 Wo.)R&B | — | Erstveröffentlichung: Mai 1997                                                                                   |

Weitere Singles
- 1985: All in the Way You Dance
- 1987: Good Stuff